# Amtshaus für den 13. und 14. Bezirk

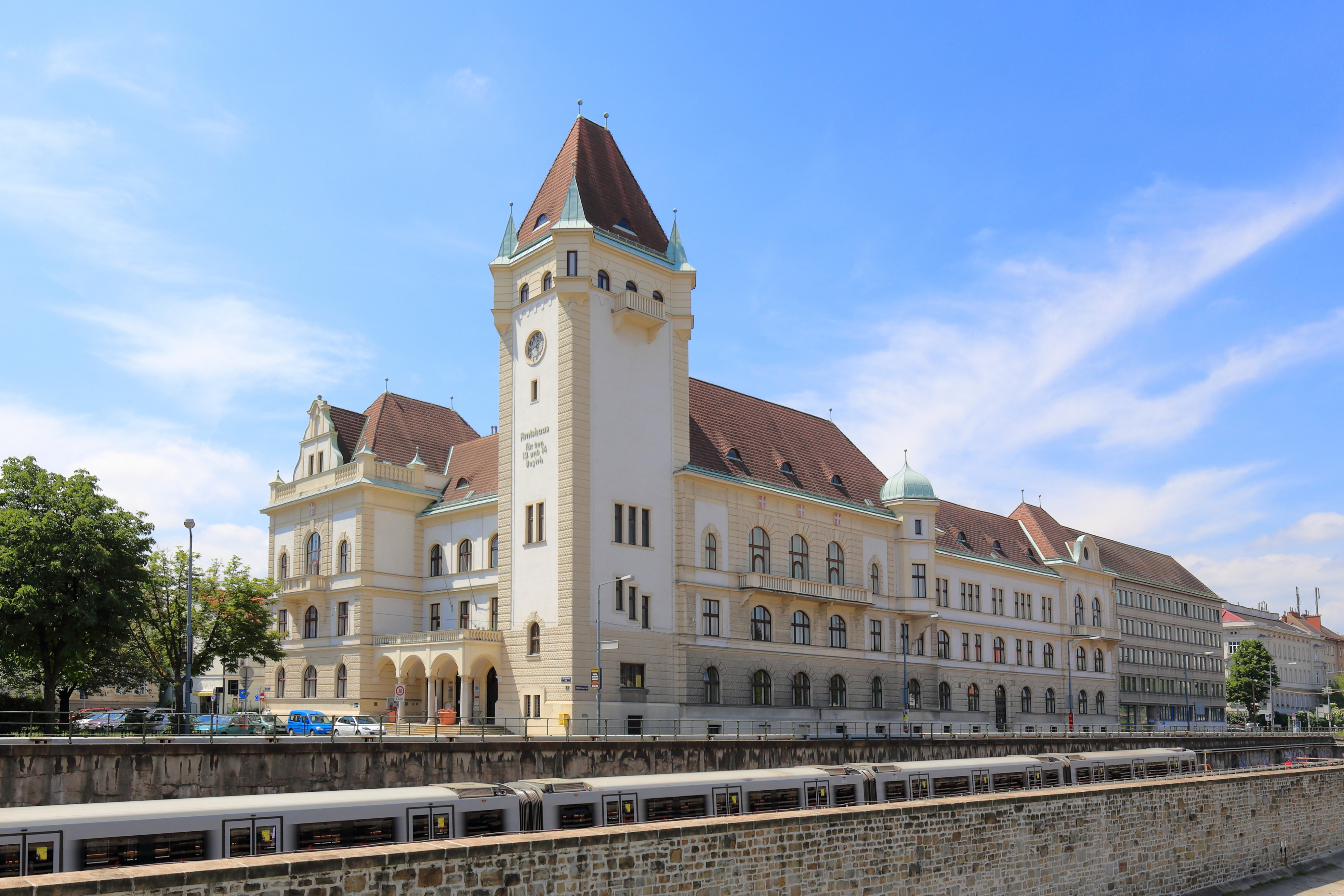
Das Amtshaus

Das Amtshaus für den 13. und 14. Bezirk ist ein Amtshaus im Wiener Gemeindebezirk Hietzing. Es befindet sich am Hietzinger Kai 1–3, westlich der Kennedybrücke, zwischen dem Hietzinger Kai und der Eduard-Klein-Gasse. Von der Kennedybrücke ist es durch den Hans-Moser-Park etwas abgerückt.

## Geschichte
Das Amtshaus wurde 1912/13 von der Wiener Stadtverwaltung auf dem ehemaligen Areal des Betriebsbahnhofes der Dampftramway-Gesellschaft vormals Krauss & Comp. errichtet und am 12. Jänner 1914 eröffnet. Anfangs diente es nur dem 13. Bezirk, da damals auch Wiener Gebietsteile nördlich des Wienflusses zum 13. Bezirk zählten. Mit 15. Oktober 1938 wurden die Bezirksgrenzen von der nationalsozialistischen Diktatur geändert; seither wird von hier aus auch der damals neu konfigurierte 14. Bezirk, Penzing, verwaltet.
Die Penzinger Bezirksvorstehung, ein kommunalpolitisches Organ, wurde erst 2016 in diesen Bezirk verlegt.

## Architektur
Das markante späthistoristische Gebäude ist in Formen der Neogotik und Neorenaissance gestaltet. Die Nordostecke beherrscht ein mächtiger Eckturm mit Échauguette-Türmchen. Die Hauptfront (Am Hans-Moser-Park) ist asymmetrisch; im rechten Teil führt eine Freitreppe zu einer Vorhalle, die in Form von Arkaden ausgebildet ist. Das anschließende Vestibül hat ein Kreuzgratgewölbe, das von stark gebauchten Säulen getragen wird.
Im mittleren Quertrakt (2. Stiege) ist noch die originale Ausstattung mit keramischer Wandverkleidung der Eingangsbereiche, Steinpflasterböden und kassettierten Holzvertäfelungen erhalten.
Auch der langgestreckte Innenhof ist noch weitgehend im ursprünglichen Zustand; an der östlichen Schmalseite befinden sich Doppelarkaden, an der westlichen ein polygonaler Vorbau.
Im Februar 1945 entstanden starke Bombenschäden; sie wurden nach Felix Czeike 1949 bis 1951 behoben. In den 1970er Jahren im Westen errichtete Bauteile reichen bis zur Dommayergasse. Dort befindet sich seit 1978 auch der Eingang zum hierher übersiedelten Bezirksgericht Hietzing.